# Benedikt Höwedes
Benedikt Höwedes, född 29 februari 1988 i Haltern, är en tysk före detta fotbollsspelare.

## Klubbkarriär
Höwedes började spela fotboll i Schalke 04:s ungdomslag 2001. 2003 blev han lagkapten för Schalkes U19-lag, där han vann de tyska ungdomsmästerskapen 2006. I januari 2007 skrev han på ett A-lagskontrakt, som gäller fram till slutet av säsongen 2009/2010 och gick upp till Schalkes Bundesliga-trupp i juli. Fram till i oktober samma år spelade han endast för Schalkes andralag i Oberliga (4:e divisionen).
Höwedes spelade sin första A-lagsmatch i Champions League den 3 oktober 2007.
Den 10 december 2008 förlängde Höwedes sitt kontrakt med klubben till den 30 juni 2014.
Den 30 augusti 2017 lånades Höwedes ut till Juventus över säsongen 2017/2018. Den 31 juli 2018 värvades Höwedes av ryska Lokomotiv Moskva, där han skrev på ett fyraårskontrakt. Den 31 juli 2020 meddelade Höwedes att han valt att avsluta sin fotbollskarriär.

## Landslagskarriär
Höwedes har spelat i Tysklands U18 och U19-landslag. Han var med i alla matcherna ända fram till semifinalen i U19-EM 2007. Den 5 september 2007 var han för första gången med i U20-landslaget.

## Meriter
I september 2007 gav det tyska fotbollsförbundet (DFB) Höwedes Fritz-Walter-medaljen då han hade varit den bästa spelaren i sin ålder säsongen 2006/2007.
Tyskland
- U21-EM: 2009
- VM: 2014